# John Alcock (figlio)
John Alcock (Londra, 1740 – Walsall, 1791) è stato un organista inglese.
Figlio dell'omonimo organista, divenne organista a Newark (1758) e a Walsall (1773).
Compose sinfonie religiose e profane, come i Volountayrs.